# فینا تورس
فینا تورس (به اسپانیایی: Fina Torres) زادهٔ ۷ اکتبر ۱۹۵۱ در کاراکاس) کارگردان و فیلم‌نامه‌نویس اهل ونزوئلا است. از فیلم‌های او می‌توان به اوریانا و لیز در سپتامبر اشاره کرد.